# Anaphes fuscipennis
Anaphes fuscipennis is een vliesvleugelig insect uit de familie Mymaridae. De wetenschappelijke naam is voor het eerst geldig gepubliceerd in 1833 door Haliday.